# Mesoleius lunaris
Mesoleius lunaris là một loài tò vò trong họ Ichneumonidae.